# Patrick McCaw
Patrick Andrew McCaw (San Luis, Misuri, 25 de octubre de 1995) es un baloncestista estadounidense que pertenece a la plantilla de los Delaware Blue Coats de la G League. Con 2,01 metros de estatura, juega en la posición de escolta. 
Consiguió algo que nadie había hecho antes, ganar el anillo de campeón en sus tres primeras temporadas en la NBA, y es uno de los cuatro jugadores de la historia, junto con Frank Saul, Steve Kerr y Danny Green en ganar dos campeonatos consecutivos en dos equipos diferentes.

## Trayectoria deportiva

### Universidad
Jugó dos temporadas con los Runnin' Rebels de la Universidad de Nevada-Las Vegas, en la que promedió 12,2 puntos, 4,2 rebotes y 3,3 asistencias por partido. Fue incluido en 2016 en el segundo mejor quinteto de la Mountain West Conference. Tras dos temporadas se declaró elegible para el draft de la NBA.

#### Estadísticas
| Año     | Equipo | PJ | PT | MPP  | %TC  | %3P  | %TL  | RPP | APP | ROB | TPP | PPP  |
| ------- | ------ | -- | -- | ---- | ---- | ---- | ---- | --- | --- | --- | --- | ---- |
| 2014–15 | UNLV   | 32 | 16 | 29.6 | .402 | .368 | .714 | 3.3 | 2.7 | 1.5 | .3  | 9.6  |
| 2015–16 | UNLV   | 33 | 32 | 33.7 | .465 | .366 | .774 | 5.1 | 3.9 | 2.5 | .4  | 14.7 |
| Total   | Total  | 65 | 48 | 31.7 | .439 | .367 | .753 | 4.2 | 3.3 | 2.0 | .4  | 12.2 |

### NBA
Fue elegido en la trigésimo octava posición del Draft de la NBA de 2016 por Milwaukee Bucks, pero sus derechos fueron traspasados a Golden State Warriors, con quienes firmó por dos temporadas. Jugó dos temporadas en los Warriors, en los que consiguió dos anillos de campeón.
Posteriormente, el 28 de diciembre de 2018, firmó con los Cleveland Cavaliers siendo agente libre restringido. El 7 de enero de 2019, tras tres partidos disputados, los Cavaliers cortaron a McCaw y el 10 de enero firma con Toronto Raptors por un año, por el mínimo de veterano. El 13 de junio de 2019, con Toronto Raptors, se proclamó campeón de la NBA, lo que le llevó a conseguir la hazaña de ganar el título tres veces consecutivas en sus tres primeros años en la liga, algo que no sucedía desde que lo consiguiera el ala-pívot Scott Williams con los Chicago Bulls en el primero de los dos "three-peat" que consiguió la franquicia de Illinois en los años 90s.
Tras dos temporadas y media en Toronto, el 9 de abril de 2021 fue cortado por los Raptors.
El 11 de febrero de 2022, es adquirido por los Delaware Blue Coats de la NBA G League.
El 10 de octubre de 2022 firma con Philadelphia 76ers, pero es cortado ese mismo día, regresando a Delaware.

### Selección nacional
En septiembre de 2022 disputó con el combinado absoluto estadounidense el FIBA AmeriCup de 2022, ganando el bronce al ganar la final de consolación ante el combinado canadiense.

## Estadísticas de su carrera en la NBA
|  | Denota temporadas en las que su equipo fue Campeón de la NBA |

### Temporada regular
| Año     | Equipo       | PJ  | PT | MPP  | %TC   | %3P  | %TL   | RPP | APP | ROB | TPP | PPP |
| ------- | ------------ | --- | -- | ---- | ----- | ---- | ----- | --- | --- | --- | --- | --- |
| 2016-17 | Golden State | 71  | 20 | 15.1 | .433  | .333 | .784  | 1.4 | 1.1 | .5  | .2  | 4.0 |
| 2017-18 | Golden State | 57  | 10 | 16.9 | .409  | .238 | .765  | 1.4 | 1.4 | .8  | .2  | 4.0 |
| 2018-19 | Cleveland    | 3   | 0  | 17.7 | .222  | .250 | –     | 1.0 | .7  | .7  | .0  | 1.7 |
| 2018-19 | Toronto      | 26  | 1  | 13.2 | .444  | .333 | .867  | 1.7 | 1.0 | .8  | .1  | 2.7 |
| 2019-20 | Toronto      | 37  | 12 | 27.5 | .414  | .324 | .722  | 2.3 | 2.1 | 1.1 | .1  | 4.6 |
| 2020-21 | Toronto      | 5   | 0  | 6.6  | 1.000 | –    | 1.000 | .6  | .8  | .4  | .0  | 1.0 |
| Total   | Total        | 199 | 43 | 16.9 | .420  | .305 | .785  | 1.6 | 1.4 | .7  | .2  | 3.8 |

### Playoffs
| Año   | Equipo       | PJ | PT | MPP  | %TC  | %3P  | %TL   | RPP | APP | ROB | TPP | PPP |
| ----- | ------------ | -- | -- | ---- | ---- | ---- | ----- | --- | --- | --- | --- | --- |
| 2017  | Golden State | 15 | 3  | 12.1 | .438 | .348 | .846  | 2.2 | 1.1 | .6  | .2  | 4.1 |
| 2018  | Golden State | 6  | 0  | 2.7  | .500 | .000 | 1.000 | .5  | .0  | .3  | .0  | .7  |
| 2019  | Toronto      | 11 | 0  | 4.4  | .200 | .333 | 1.000 | .3  | .4  | .2  | .0  | .5  |
| Total | Total        | 32 | 3  | 7.7  | .418 | .333 | .882  | 1.2 | .6  | .4  | .1  | 2.2 |